# Avelina de Forez
Avelina de Forez (Burstwick en Holderness, 20 de enero de 1259-Stockwell, Surrey,10 de noviembre de 1274), fue una noble inglesa. Una gran heredera, en 1269 se casó con Edmundo de Inglaterra, segundo hijo de Enrique III de Inglaterra. Murió cinco años después.

## Vida
Era una de los seis hijos que Guillermo de Forez, IV Conde de Albermarle y de Aumale, tuvo de su segundo matrimonio con Isabel de Redvers, luego Condesa de Devon y Señora de la Isla de Wight.

### Matrimonio
La reina Leonor, consorte de Enrique III de Inglaterra, arregló el matrimonio entre Avelina y su segundo hijo Edmundo, primer conde de Láncaster, de 14 años. 
Leonor negoció con su madre Isabel y su abuela Amicia, para asegurar la alianza. El 8 o 9 de abril de 1269, Avelina se casó con Edmundo en la Abadía de Westminster,  contando 10 años.
Dado que era una niña, el matrimonio no se consumó hasta 1273, cuando ella cumplió los catorce. Con su matrimonio con la gran heredera, el ya rico Edmundo esperaba ganar los condados de Devon y Aumale, así como los señoríos de Holderness y la Isla de Wight. Su último hermano sobreviviente, Tomás, murió en 1269, y ella heredó sus títulos, convirtiéndose en condesa de Aumale.
Sus tierras cayeron bajo la custodia de su cuñado, el nuevo rey Eduardo I de Inglaterra. Sin embargo, Avelina murió el 10 de noviembre de 1274 en Stockwell, Surrey, lo que impidió que Edmundo heredara las tierras. 
Falleció a los 15 años de edad, sin descendencia de su matrimonio, aunque algunos historiadores aseguran que habría fallecido de parto o a consecuencia de un aborto natural. Avelina fue enterrada en la Abadía de Westminster, la primera tumba que se colocó en su nueva iglesia. El historiador Peter Coss ha descrito las figuras yacentes sobre las tumbas de ella y de Leonor de Castilla como "dos de las mejores efigies femeninas del siglo XIII".